# Маргарита Данська
Маргарита Данська (дан. Margrete af Danmark; 23 червня 1456 — 14 липня 1486) — королева Шотландії, дружина короля Якова III.

## Біографія
Маргарита була єдиною донькою Кристіана I, короля Данії, Швеції і Норвегії, і Доротеї  Гогенцоллерн. У липні 1469 року Маргарита одружилася з шотландським королем Яковом III.
За умовами шлюбного договору між Шотландією та Данією, підписаного 8 вересня 1468 року, як посаг за Маргариту Кристіан I відмовлявся від усіх претензій до Шотландії щодо невиплачених за Пертським мирним договором 1266 року викупних платежів за Гебридські острови й обіцяв сплатити шотландському королю додатково 60 000 рейнських флоринів. У заставу сплати посагу Кристіан I передав Шотландії Оркнейські острови і Шетландські острови, що належали до того часу норвезькій короні. Оскільки придане ніколи не виплатили, острови перейшли у власність короля Якова III й таким чином були приєднані до Шотландії.

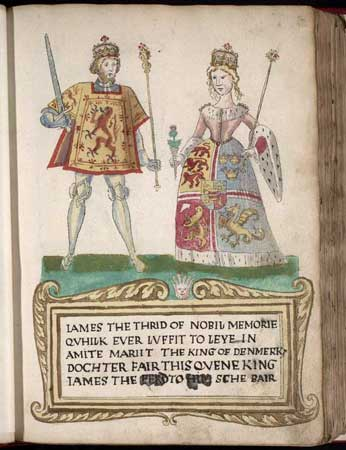
Маргарита Данська (королева Шотландії)

Королеві Маргариті надали найбільшу частку, дозволену шотландським законодавством у її шлюбному врегулюванні — одну третину королівських доходів разом із палацом Лінлітгоу та замком Дун. 
На відміну від своїх попередниць, Маргарита не відігравала важливу роль у політиці країни. Найбільше її цікавили коштовності та вбрання, на придбання яких йшла значна частина бюджету країни. Доходи від її земель у Шотландії збирали королівські чиновники. Після народження сина Джеймса в 1473 році вона вирушила в паломництво до Віторна, а потім знову приєдналася до короля у Фолклендському палаці. Можливо, вона навчила свого сина Джеймса говорити данською. Вона стала популярною королевою в Шотландії, її описували як красиву, ніжну та розсудливу.
Вважається, що королева відрізнялася побожністю, що дало привід Якову III після її смерті спробувати її канонізації, яка, втім, не увінчалася успіхом. 
Стосунки між Маргарет і Яковом III не називали щасливими. Повідомляється, що вона не дуже любила свого чоловіка і вступала з ним у статеві зносини лише для продовження роду, хоча вона поважала його становище як монарха. Однією з причин їхнього відчуження було те, що Яків віддавав перевагу їхньому другому синові над старшим. У 1476 році Яків вирішив, що хоче отримати графство Росс для свого другого сина і звинуватив графа Джона Макдональда, у зраді. Потім Макдональд постав перед судом парламенту, але на прохання Маргарита йому дозволили залишитися лордом парламенту. Під час кризи 1482 року, коли Яків III був позбавлений влади своїм братом на кілька місяців, Маргарита виявляла більше інтересу до благополуччя своїх дітей, ніж її чоловік, що призвело до постійного відчуження. У політичному плані вона працювала над відновленням повноважень свого чоловіка як монарха під час цього інциденту. Під час Лодерського заколоту 1482 року королева використала свій вплив для звільнення короля з-під арешту повсталими баронами в Единбурзькому замку. 
Після кризи 1482 року подружжя жило окремо: Яків III жив в Единбурзі, а королева Маргарет вважала за краще жити в Стерлінгу зі своїми дітьми.
Маргарита Данська померла 14 липня 1486 року в  Стерлінгу.

## Діти
Від шлюбу з Яковом III народилося троє дітей:
- Яків IV (17 березня 1473 — 9 вересня 1513)
- Джеймс Стюарт, герцог Росс (березень 1476 — січень 1504)
- Джон Стюарт, граф Мар (грудень 1479—1503).